# Ottone da Tonengo
Ottone da Tonengo (anche Oddone di Monferrato) (Tonengo, ... – Lione, 1250 o 1251) è stato un cardinale italiano.

## Biografia
Fu creato cardinale diacono di San Nicola in Carcere da papa Gregorio IX nel concistoro del 18 settembre 1227.
Nel 1241 fu catturato dai pisani e consegnato a Federico II di Svevia, che lo affidò al suo carceriere Dipoldo di Dragoni.
Il 24 maggio 1244 fu nominato vescovo di Porto e Santa Rufina.